# Visueel zoeken
Visueel zoeken  is het zoeken naar een doelobject te midden van andere objecten.  Zo beschrijft Sherlock Holmes hoe hij zijn roodharige vriend zoekt in een menigte mensen op een druk station in London. Zijn taak is relatief makkelijk, omdat hij in dit geval zijn aandacht kan richten op een duidelijk visueel kenmerk (kleur) en vervolgens  moet nagaan of het gezicht dat daarbij past  dat van zijn vriend is. Het visueel kenmerk (rood haar) springt er als het ware uit. 

## Zoeken naar kenmerken of naar combinaties van kenmerken

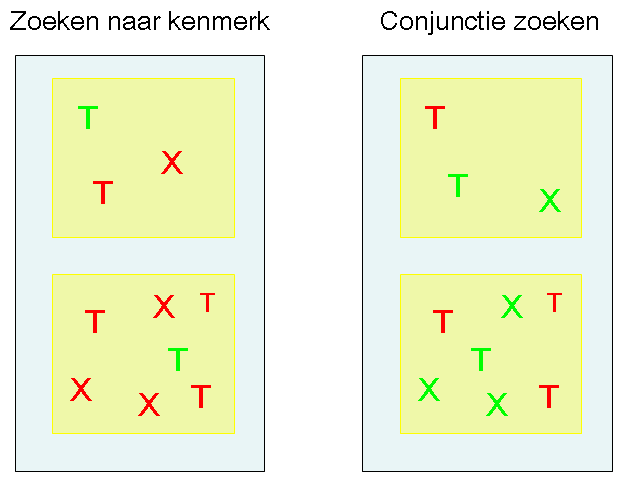
Voorbeeld van twee zoektaken. Opdracht: zoek naar groene T. Links: zoeken naar kenmerk. Rechts: conjunctie zoeken.

De Amerikaanse psycholoog Anne Treisman heeft veel onderzoek gedaan  naar dit verschijnsel. Zij ontwierp voor dat doel speciale visuele zoektaken waarbij men op een beeldscherm eenvoudige objecten te zien kregen die in meerdere dimensies (bijvoorbeeld vorm en kleur) verschilden. Zo moest men bijvoorbeeld in een bepaalde taak zoeken naar een groene letter T te midden van rode letters T en X (dezen worden ook wel afleiders genoemd). Dit soort zoekproces is relatief makkelijk, omdat het geen bewuste aandacht vereist: de groene letter T springt er als het ware uit. Men noemt dit dan ook wel het pop out (uitspring-)effect. Treisman noemde dit: zoeken naar kenmerken (feature search). In een ander soort zoektaak moest men weer zoeken naar de groene letter T maar nu was deze omringd door groene en rode letters T en X. Deze taak is een stuk lastiger, omdat men nu als het ware alle distractors moet afzoeken, om na te gaan of deze aan beide kenmerken (kleur en vorm) voldoen. Dit type zoekproces noemde Treisman: zoeken naar conjuncties (conjunction search). Een belangrijk verschil tussen de prestatie in beide taken is dat de zoektijd (tijd nodig om het doelobject te vinden) bij zoeken naar kenmerken niet afhankelijk is van het aantal distractors, terwijl bij conjunctie zoeken de zoektijd lineair toeneemt met het aantal distractors (zie ook figuur).

## Integratie van kenmerken door aandacht
Treisman heeft aan deze experimenten een aandachtstheorie verbonden, namelijk de kenmerkenintegratietheorie (feature integration theory). Kort gezegd komt dit hierop neer dat als visuele aandacht op een positie in de ruimte wordt gericht er een samenbundeling of verbinding van afzonderlijke elementaire kenmerken (zoals kleur en vorm) plaatsvindt. De afzonderlijke kenmerken zijn in aparte 'kaarten' of feature maps opgeslagen. De aandacht voor de locaties fungeert daarbij als een soort 'lijm' die de afzonderlijke elementen samenbindt tot een enkel bewust waargenomen object. Het waargenomen object (de groene letter T of de vriend met het rode haar) wordt herkend, als het correspondeert met een in het geheugen aanwezige representatie daarvan. 

## Kenmerkenintegratie en hersenen
De theorie van Treisman bleek ook relevant voor neurowetenschappers die zich met het visuele systeem bezighielden. In de visuele schors bevinden zich gespecialiseerde gebieden voor de analyse van elementaire fysische stimuluskenmerken, net zoals de feature maps van Treisman. Een probleem daarbij was hoe bij de waarneming van complete objecten al die gebieden met elkaar worden verbonden. Mogelijk speelt daarbij een ander gebied in de hersenen waar ruimtelijke kenmerken worden geanalyseerd, zoals de cortex parietalis posterior, een belangrijke rol. Dit lijkt een bevestiging  van Treismans idee dat de aandacht voor posities in de ruimte de verbinding van kenmerken tot stand brengt.